# NGC 2990
NGC 2990 ist eine Spiralgalaxie vom Hubble-Typ Sc im Sternbild Sextant am Himmelsäquator. Sie ist schätzungsweise 132 Millionen Lichtjahren von der Milchstraße entfernt und hat einen Durchmesser von etwa 50.000 Lj.
Das Objekt wurde am 29. Dezember 1786 von dem deutsch-britischen Astronomen William Herschel mit einem 48-cm-Teleskop entdeckt.